# Hylaeus perater
Hylaeus perater är en biart som beskrevs av Cockerell 1936. Hylaeus perater ingår i släktet citronbin, och familjen korttungebin. Inga underarter finns listade i Catalogue of Life.